# Robert Hales (regisseur)
Robert Hales is een grafisch ontwerper en videoclipregisseur uit het Verenigd Koninkrijk. Hales heeft verschillende videoclips geregisseerd van onder andere Jet, The Veronicas, Fuel, Stereophonics, The Donnas, Justin Timberlake, Nine Inch Nails, Gnarls Barkley, Red Hot Chili Peppers en Crowded House.
Op 31 augustus 2006 ontving hij een MTV Video Music Award voor beste regisseur voor de videoclip Crazy van artiest Gnarls Barkley.

## Filmografie
De volgende videoclips werden geregisseerd door Hales:
| Jaar | Artiest                     | Videoclip                                  |
| ---- | --------------------------- | ------------------------------------------ |
| 2000 | Black Rebel Motorcycle Club | Love burns                                 |
| 2002 | Richard Ashcroft            | Money to burn                              |
| 2002 | Vex Red                     | Can't smile                                |
| 2002 | Kid Rock                    | You never met a motherfucker quite like me |
| 2005 | The Veronicas               | Everything I'm not                         |
| 2006 | Craig David                 | Unbelievable                               |
| 2006 | Gnarls Barkley              | Crazy                                      |
| 2006 | Jet                         | Put your money where your mouth is         |
| 2007 | Justin Timberlake           | LoveStoned                                 |
| 2008 | Britney Spears              | Break the Ice                              |
| 2015 | Muse                        | Dead Inside                                |